# Pocklington
Pocklington är en stad och en civil parish i kommunen East Riding of Yorkshire i England. Orten har 7 632 invånare (2001). Byn nämndes i Domedagsboken (Domesday Book) år 1086, och kallades då Poclinton.